# Сумасшедшие герои
«Сумасшедшие герои» — американский кинофильм 1995 года. Экранизация произведения Франца Лидза.

## Сюжет
Американская семья еврейского происхождения: отец Сид Лидз — изобретатель, его жена Сельма и дети — Сенди и Стивен. В этой семье случается несчастье — Сельма заболевает раком. Тяжёлая атмосфера в семье заставляет Стивена сбежать к своим дядям по отцовской линии — Артуру и Дэнни. Дэнни страдает паранойей, а Артур — патологическим накопительством. Живя у них, Стивен берёт себе новое имя — Франц — и перенимает левые взгляды, которые проявляются, например, в школе во время принятия клятвы верности флагу США, когда он начинает петь Интернационал.
Позже шутка Стивена и его школьного товарища Эшли приводит к обострению заболевания у Дэнни, и в конце концов тот попадает в психиатрическую лечебницу.
Через несколько дней после того, как Стивен празднует бар-мицву, его мать умирает.

## В ролях
- Энди Макдауэлл — Сельма Лидз.
- Джон Туртурро — Сид Лидз.
- Майкл Ричардс — Дэнни Лидз.
- Мори Чайкин — Артур Лидз.
- Натан Уотт — Стивен/Франц Лидз.
- Энн Де Сальво — Мэй.
- Селия Уэстон — Амелия.

## Съёмочная группа
- Режиссёр: Дайан Китон.
- Автор сценария: Ричард Лагравенезе по книге Франца Лидза.
- Композитор: Томас Ньюман.
- Оператор: Фидон Папамайкл.